# Нортон-Тейлор, Джуди
Джу́ди Но́ртон-Те́йлор (англ. Judy Norton Taylor; 29 января 1958, Санта-Моника, Калифорния, США) — американская актриса, режиссёр, сценарист и продюсер.

## Биография
Джуди Нортон-Тейлор родилась 29 января 1958 года в Санта-Монике, штат Калифорния (США) в семье Гарри и Констанс Нортон (в девичестве Глэйзбрук). Она начала практиковать саентологию в 13-летнем возрасте и в итоге стала священником в церкви.
Наиболее известна по роли Мэри Эллен Уолтон из телесериала «Уолтоны».
В 1976—1978 годы Джуди была замужем за Дугласом Тейлором. В 1991—2001 годы Нортон-Тейлор была замужем за Рэнди Апослом, от которого родила сына Девина Апосла. С 11 августа 2002 года замужем в третий раз за Робертом Грейвсом.